# タルファ駐屯兵
『タルファ駐屯兵』（Ten Tall Men）は1951年のアメリカ合衆国の映画。第3次リーフ戦争を舞台にフランス外人部隊を描いたアドベンチャー映画。
出演はバート・ランカスターなど。アソシエイトプロデューサーとしてクレジットされているロバート・アルドリッチは、後にランカスター主演の映画『ベラクルス』を監督している。

## キャスト
※括弧内は日本語吹替（初回放送1971年3月1日『月曜ロードショー』）
- マイク・キンケイド軍曹：バート・ランカスター（久松保夫）
- マーラ：ジョディ・ローレンス（池田和歌子）
- ルイス・デルガード侯爵：ギルバート・ローランド
- ピエール：キーロン・ムーア
- ロンドス：ジョージ・トビアス

## スタッフ
- 監督：ウィリス・ゴールドベック
- 製作：ハロルド・ヘクト
- 原作：ジェームズ・ワーナー・ベラ
- 脚本：ローランド・キビー、フランク・デイヴィス
- 撮影：ウィリアム・スナイダー
- 音楽：デヴィッド・バトルフ